# キネレテ
キネレテ(英語:Kinnereth)は、旧約聖書に登場するナフタリ族の城壁をもつ町の名前である。「竪琴」を意味するヘブライ語が由来である。現在の、テル・エル・オレイメと同定される。
ガリラヤ湖北西岸の肥沃なゲネサレ平原を見下ろす丘の上にある。ヨシュア時代には住居があったと言われている。
ギリシア語のゲネサレはキネレテの変化形と考えられており、新約聖書のマタイによる福音書とマルコによる福音書では「ゲネサレの地」として登場する。